# 山岡雅彌

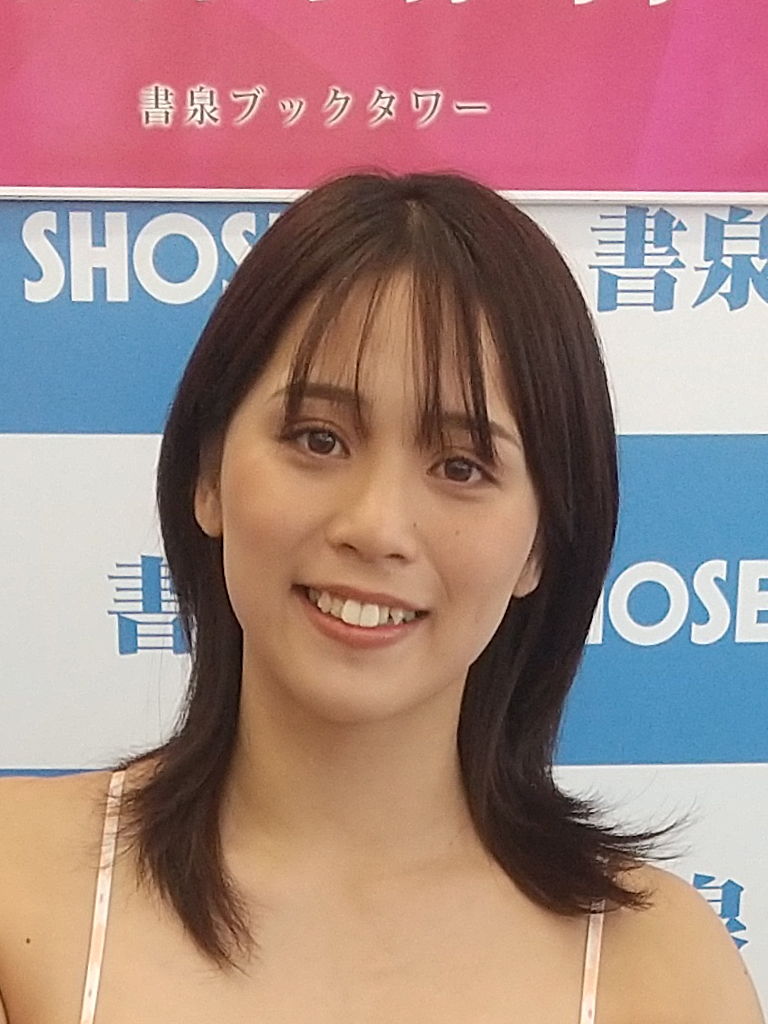

山岡雅彌，日本巨乳寫真偶像，隸屬於「ONE EIGHT PROMOTION INC.」。

## 人物
2004年11月29日，生於福岡縣。小學時開始摔跤，初中時有在全國選拔中進入前8名的經歷。
在2021年度的Miss Magazine中獲得了Young Magazine小姐獎

## 作品

### 雜誌
- ヤングマガジン No.18（2024年4月1日、講談社）

### 寫真集
- 山岡雅弥写真集『無防備。』週プレ PHOTO（集英社、2022年12月12日）

### 影視作品
- ナインティーン（2024年5月1日予定、オーエムワン、イメージビデオ）
- Green Bullet 最強殺し屋伝説国岡［合宿編］（2022年8月26日、Rabbit House） - 今井美香

### 電視節目
- アイドル鬼ごっこ2023！～わたし、本気出してもいいですか～（2023年4月21日、GAORA SPORTS）
- 水曜日のダウンタウン（2023年5月24日、TBS）

## 外部連結
- 山岡雅彌推特 （页面存档备份，存于）
- 山岡雅彌Instagram
- 山岡雅彌的TikTok